# Метиниси
Метинисите (Metynnis) са род харациди от Южна Америка, включващи някои аквариумни видове известни като „сребърен долар“.

## Видове
Описани са 14 вида от този род.
Род Метиниси
- Вид Metynnis altidorsalis C.G.E. Ahl, 1923
- Вид Metynnis argenteus C.G.E. Ahl, 1923
- Вид Metynnis cuiaba Pavanelli, Ota & Petry, 2009
- Вид Metynnis fasciatus C.G.E. Ahl, 1931
- Вид Metynnis guaporensis C.H. Eigenmann, 1915
- Вид Metynnis hypsauchen (J.P. Müller & Troschel, 1844) – „сребърен долар“
- Вид Metynnis lippincottianus (Cope, 1870)
- Вид Metynnis longipinnis Zarske & Géry, 2008 – „сребърен долар“
- Вид Metynnis luna Cope, 1878
- Вид Metynnis maculatus (Kner, 1858)
- Вид Metynnis mola C.H. Eigenmann & C.H. Kennedy, 1903
- Вид Metynnis orinocensis (Steindachner, 1908)
- Вид Metynnis otuquensis C.G.E. Ahl, 1923
- Вид Metynnis polystictus Zarske & Géry, 2008 – „сребърен долар“